# Brenna D'Amico
Brenna D'Amico (Chicago, 28 settembre 2000) è un'attrice statunitense.

## Biografia
Brenna D'Amico è un'attrice statunitense che interpreta Jane, figlia della Fata Madrina della serie cinematografica Descendants.
Ha anche doppiato Jane nella serie animata Descendants: Wicked World. Ha un canale YouTube dove carica video cover di canzoni.

### Vita privata
Si è dichiarata  bisessuale.
Non si sa molto della vita privata di Brenna,
ma alcuni vociferano di una presunta ex-love story con Cameron Boyce conosciuto sul set di Descendants.
Attualmente sta frequentando Bryan Williams, un Tik-Toker.

## Filmografia

### Televisione
- Descendants, regia di Kenny Ortega – film TV (2015)
- Descendants 2, regia di Kenny Ortega – film TV (2017)
- The Middle – serie TV, 1 episodio (2017)
- Code Black – serie TV, 1 episodio (2018)
- Descendants 3, regia di Kenny Ortega – film TV (2019)

### Doppiatrice
- Descendants: Wicked World – serie animata

## Doppiatrici italiane
Nelle versioni in italiano delle opere in cui ha recitato, Brenna D'Amico è stata doppiata da:
- Giulia Tarquini in Descendants, Descendants 2, Descendants 3
- Alice Venditti in Code Black

Da doppiatrice è stata sostituita da:
- Giulia Tarquini in Descendants: Wicked World